# Németh-Buhin szélmalom

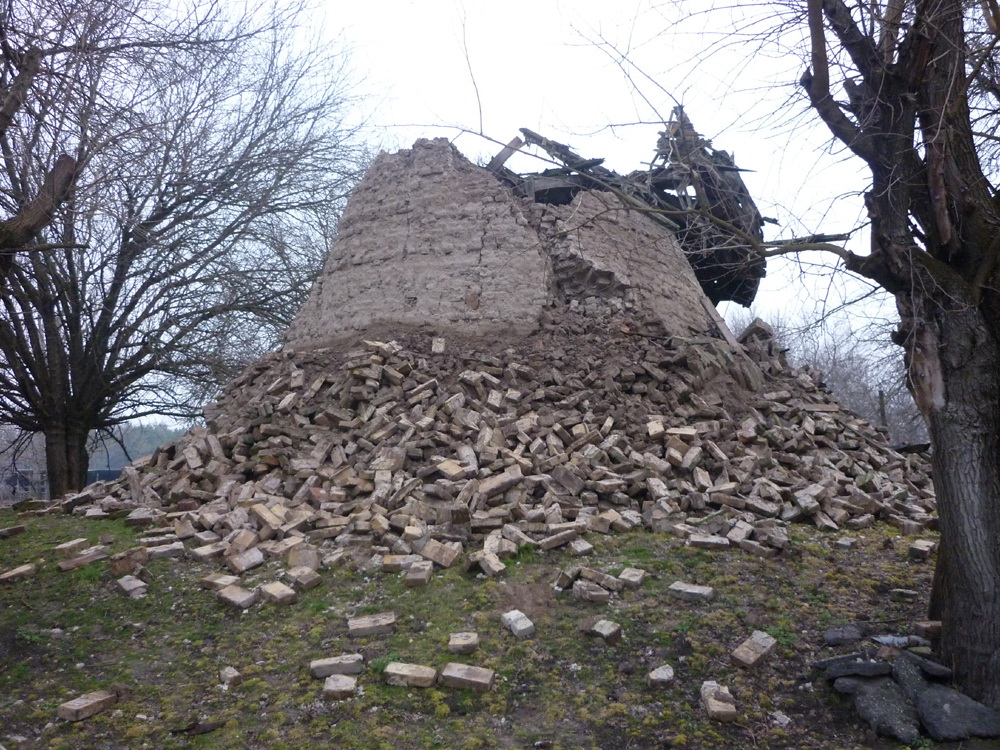
Az összedőlt Németh-Buhin szélmalom 2011 januárjában

A Németh-Buhin szélmalom országos műemléki védettségű szélmalom Kunfehértó külterületén (VI. körzet 1. hrsz.: 014/8).

## Története
A szélmalom Füzes-pusztán (mai Kunfehértó külterületén) épült fel. 1901 körül Németh-Buhin Ferenc és Balázs egy már leállított bácskai (palicsi) szélmalom épület használható szerkezetét vásárolta meg az építkezéshez. A gabonafeldolgozó építmény 1902-ben, egy kis mesterséges dombon készült el, a család által fákkal, növényzettel betelepített, kialakított tanyájának udvarán. A környéken közismert Németh Buhin Lajos szélmolnár is itt dolgozott.
Három malomkőpáros, hagyományos holland típusú szélmalomként üzemelt. Fala belül vályog, kívül tégla volt. 
Füzes- és Fehértó-puszták egyik fontos gazdasági, társasági és közéleti színtere lett. A mai napig számon tartják, mint térképészeti magaslati pontot. 
Mivel a Németh-Buhinok egy idő után áttértek a műmalom használatára, így 1937-ben eladták a még molnárkodásból élő Mészáros családnak az épületet. 1945 után több család birtokában is volt. 
Országosan védett népi műemlék. A legutolsó időkben raktárnak használták, vitorlák és tető nélkül.
2010. december végén összedőlt.

## Érdekességek
A szélmalomról a kiskunhalasi Thorma János Múzeumban látható  egy makett és egy festmény, amelyeket a Németh Buhin család készített, majd adományozott az intézménynek.
Az összedőlés rövid története: "A régi Mélykúti útnál, az egykori Füzes-pusztán, jelenleg Kunfehértó külterületén tavaly karácsonykor összedőlt a Német Buhin szélmalom. Átázott, rossz állapotú kétrétegű falának egyik része este, másik fele reggelre omlott le, az elmondások szerint: csendesen, halkan." (Végső István: Az összedőlt Németh Buhin szélmalomról, Tájházi Hírlevél, 2011, 3. sz.)

## Külső hivatkozás
Tájházi Hírlevél, 2011 Archiválva 2013. április 12-i dátummal a Wayback Machine-ben
Magyarország műemlékjegyzéke - Bács–Kiskun Megye